# هضبة الدبدبة
هضبة الدبدبة سهل حصوي في الجزيرة العربية تقع شمال هضبة الصمان. في الشمال الشرقي من السعودية، وجنوب العراق، تمتد على هيئة مثلث قمته تبدأ من مدينة القيصومة ويخترقها وادي الباطن من الجنوب متجهًا إلى الشمال الشرقي حتى يصب في الخليج العربي. وتعتبر محافظة حفر الباطن أهم منطقة حضرية في تلك الهضبة، ويقع الجزء الشمالي من الهضبة في العراق، والباقي في حدود الكويت والسعودية.
وهي صحراء مكشوفة بيضاء القاع لكونها عارية في معظمها من الأشجار وتخلو في مجملها الفياض، وسميت قديمًا (الدّو) لكونها أرضًا خاوية لدوي الصوت بها وسماعه.

## الدبدبة بالعراق
تبدأ من غرب شط العرب إلى جنوب هور الحمار إلى أرجاء قصر شكرة وبصية إلى المنطقة المحايدة بين السعودية والعراق سابقاً.
قال غلوب باشا في كتابه (حرب في الصحراء) إن هضبة الدبدبة تمتد غرباً "إلى شعيب لويحظ الذي يجري باتجاه شمال جنوب. وإذا ما نظرنا غرباً وأنت في شعيب لويحظ فإن الانحدار التدريجي لحافة هضبة الدبدبة يشكل سلسلة طويلة من التلال وهذه السلسلة تُسمى "الحنيّة" وإلى الغرب من شعيب لويحظ تتغير تضاريس الأرض فيصبح سطحها مكسواً بالحجر الجيري وفي مساحة كبيرة وهي ما يطلق عليها "الحجرة"".

## معرض صور

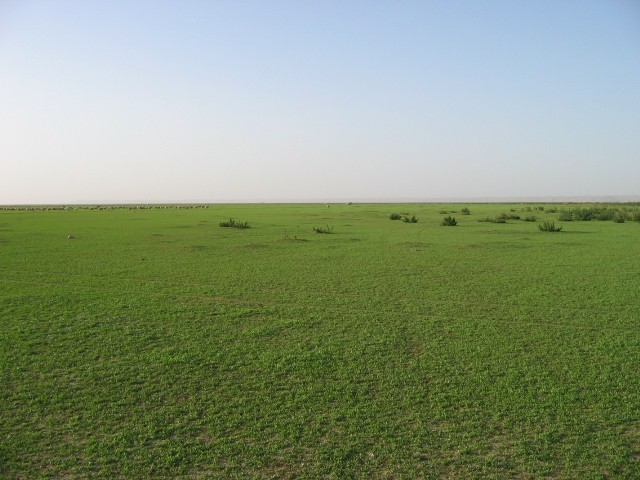
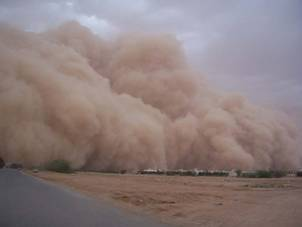